# Walking Football
Walking Football ist eine Variante des Fußballs, die darauf abzielt, für Menschen über 50 Jahre und für diejenigen, die aufgrund mangelnder Mobilität oder aus anderen Gründen nicht in der Lage sind, das traditionelle Spiel zu spielen.  Der Sport kann sowohl drinnen als auch draußen gespielt werden. Walking Football wurde 2011 vom FC Chesterfield Community Trust in Großbritannien initiiert. Seit 2016 gibt es in England mit der Walking Football Association (WFA) einen eigenen Dachverband, in dem 366 Clubs organisiert sind. Die WFA etablierte 2018 ein Nationalteam und das erste Spiel fand im Mai 2018 gegen Italien statt. International ist Walking Football in der FIWFA der internationale Dachverband, in dem 19 nationale Verbände registriert sind.
In Deutschland wird Walking Football in den Fußballverbänden z. B. im FLVW, in Hessen, Niedersachsen, in Mittelrhein oder allein in Berlin mit knapp zehn Vereinen ausgeübt.
Bundesligavereine, die sich darüber hinaus im Walking Football engagieren, sind z. B. der VfL Wolfsburg Werder Bremen, der FC Schalke 04, der TSV Bayer 04 Leverkusen und der Hamburger SV.
Walking Football fördert die Gesundheit durch Bewegung bei gleichzeitiger Schonung und Stärkung der Gelenke.

## Regeln
- Es kann in 5er-, 6er- oder 7er-Teams gespielt werden, offiziell wird im 6 vs. 6 gespielt. Teams dürfen gemischt (M/W/D) sein
- Das Spielfeld ist offiziell 21 m × 42 m groß, kann aber auch ggf. abweichen z. B. 21 m bis 37 m breit und 35 m bis 55 m lang
- Tore sind 3 m breit und 1 m hoch, im Training und auf Turnieren kann dies abweichen
- Es darf nur gegangen werden. Ein Fuß muss jederzeit den Boden berühren
- Grätschen sowie härterer Körperkontakt ist verboten
- Der Ball darf nicht höher als Hüfthöhe fliegen (1 m)
- Es gibt kein Abseits, dafür aber einen Torbereich, welcher nicht betreten werden darf (Halbkreis vor dem Tor 5 m × 3 m)